# قيم إسلامية

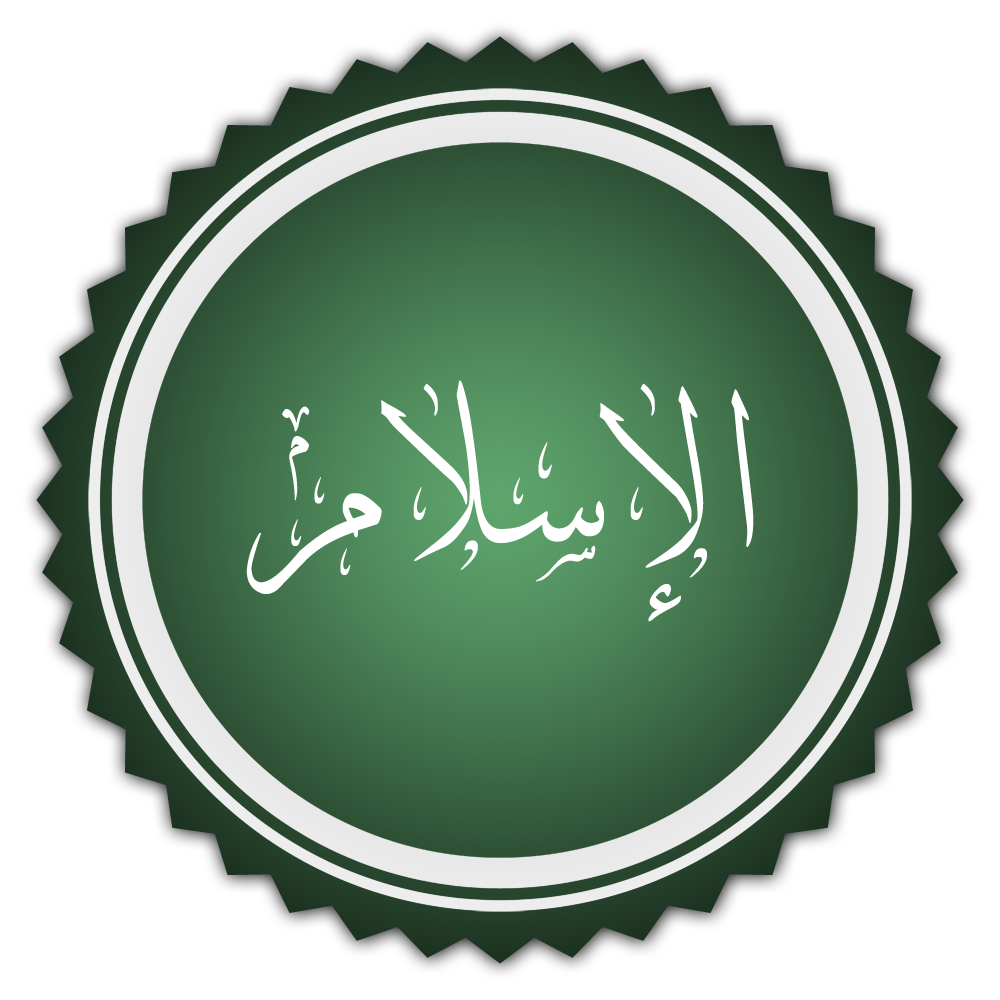
تخطيط كلمة الإسلام

القِيَم الإسلاميةُ هي مجموعة الأخلاق والأحكام والضوابط المستوحاة من القران والسنة والتي تصنع نسيجَ الشخصية الإسلامية، وتجعَلُها متكاملة قادرةً على التفاعل الحيِّ مع المجتمع، وعلى التوافُقِ مع أعضائه، وعلى العملِ من أجلِ النَّفْس والأُسرة والعقيدة.

## خصائص القيم الإسلامية
- قيم فطرية: مثل الرحمة، والتعاون، والعدل، والحب قال تعالى: { فَأَقِمْ وَجْهَكَ لِلدِّينِ حَنِيفاً فِطْرَةَ اللَّهِ الَّتِي فَطَرَ النَّاسَ عَلَيْهَا لَا تَبْدِيلَ لِخَلْقِ اللَّهِ ذَلِكَ الدِّينُ الْقَيِّمُ وَلَكِنَّ أَكْثَرَ النَّاسِ لَا يَعْلَمُونَ }سورة الروم30
- قيم إنسانية: فهي قيم عالمية ترتبط بالذات الإنسانية الثابتة لا في المتغيرات من الوسائل، وتشترك الإنسانية في تقديسها وإن تباينت أفهام الناس حولها مثال: الحرية، المحبة، المساواة...وجائت رسالة النبي صلى الله عليه وسلم لترسيخ هذه القيم ونشرها، قال رسول الله صلى الله عليه وسلم:(إنما بعثت لاتمم مكارم الأخلاق).
- قيم مرنة فطرية إنسانية تستجيب لحاجات الإنسان الثابتة والمتجددة في كل الأزمنة والأمكنة، يقول الله تعالى{ وَمَا مِن دَآبَّةٍ فِي الأَرْضِ وَلاَطَائِرٍ يَطِيرُ بِجَنَاحَيْهِ إِلاَّ أُمَمٌ أَمْثَالُكُم مَّا فَرَّطْنَا فِي الكِتَابِ مِن شَيْءٍ ثُمَّ إِلَى رَبِّهِمْ يُحْشَرُونَ. الأنعام 38.[1]

## تصنيف القيم بين الثبات والتغيير
الإنسان مؤطر بأربعة أبعاد لا ينفك عنها: البعد البدني، والبعد الأخلاقي، والبعد العقلي، والبعد الديني. والقيم المرتبطة بهذه الأبعاد هي القيم الجوهرية/ الضرورية المكونة للإنسان، وهي ليست نسبية ولا فردية، إنها قيم مطلقة ومشتركة أي قيم غايات.
من أجل أن يؤدي المجتمع وظيفته بشكل سليم يجب على مواطنيه أن يتقاسموا قيما معينة ويتوافقوا على ترتيبها، لأنها هي التي ستوحدهم، وتجعل حركتهم الفردية والجماعية أسلم وأكثر فعالية، ومعلوم أن أي قيمة يمكن أن تلعب دورا موحدا وجامعا، والخلاف بين الشعوب
والجماعات يتحدد أساسا في تحديد القيم ذات الأولوية في منظومتها القيمية، والتي ينبغي أن تكون أساسا لقوتها وتوحدها، وتشكل هويتهاوثقافتها.

## منظومة القيم
هي مجموعة من القيم ليست متجاورة فحسب، بل متصلة ومنظمة، أي أن لبعضها علاقة ببعض. وهذا ما يجعل التمييز بين أصناف القيم ضروريا ومركزيا
- قيم الغايات: لكي يعمل المجتمع بشكل سليم لابد له من التوافق حول قيم أساسية مشتركة تنحصر فيما هو أساسي لحياة الإنسان ونمائه.

1. البعد البدني: حفظ النفس بتحريم الاعتداء.
2. البعد الأخلاقي: حفظ العرض بتحريم الزنى.
3. البعد العقلي: حفظ العقل بتحريم المخدرات.
4. البعد الديني: حفظ الدين بتحريم الردة.

- قيم الوسائل: هي التي تضمن كل ما يمكن أن ينمي القيم الضرورة كالغنى والقوة والصداقة والشورى./ الديمقراطية.

يمكن تحديد فئة، ثانية من القيم الإنسانية، والتي تضمن كل ما يمكن أن ينمي القيم الضرورية/ الغايات، كالغنى، والقوة، والصداقة، والشورى/ الديمقراطية...
فالمقصود بهذه الفئة أنها وسائل لتحقيق غايات، والتعبير هنا مجازي لان الوسيلة قد تكون كذلك أساسية.

### الفرق بين قيم الغايات وقيم الوسائل
أن الغايات واحدة والوسائل متعددة حسب الزمان والمكان.
تبعية الوسائل للغايات حسب الحاجيات.

### موقف العولمة من الخصوصيات الثقافية
حدوث التفاوت بين البشر من الناحية الاقتصادية على حساب الأخلاق فلا قيمة لها في سبيل تحقيق المصالح والأرباح (نحو 20% من سكان العالم سيزدادون غنى، بينما سيزداد فقراؤه فقرا نحو 80%)
أما في الجنب القيمي والأخلاقي فغالبا ما يتركز نقد العولمة في مسألة القيم والمفاهيم على قضيتين:
- العنف والجنس في وسائل الإعلام والسينما العالمية وفي القنوات الفضائية التي دخلت اليوم إلى كل بيت
- تنميط القيم ومحاولة جعلها واحدة لدى البشر في المأكل والملبس والعلاقات الأسرية وبين الجنسين وفي كل ما يتصل بحياة الإنسان الفردية والجماعية...
- المجتمع المسلم من الممانعة إلى تقديم النموذج:

المجتمع المسلم يحافظ على هويته الدينية والثقافية والاجتماعية والاقتصادية دون أن يسمح لهذه العولمة أن تغير شيئا من قيمه أو حضارته لأنها هي أصل وجوده. قال تعالى:{  وما خلقت الجن والإنس إلا ليعبدون }.
ويمكن تلخيص أسباب هذه الممانعة فيما يلي:
- عدم قبول الآخر كما هو.
- عدم الاعتراف بخصوصيته الثقافية والدينية التي شكلت نظامه للزواج والتربية وحتى للعلاقات الاجتماعية أو السياسية.
- تهميش القيم الأخلاقية بمستوياتها الثلاثة، في السياسة والثقافة والاقتصاد.
- التدخل في الحياة الثقافية والقيمية في بلدان العالم الثالث لتعديل هذه الحياة أو «لتحديثها» تحت ذريعة محاربة الإرهاب.
- التدخل في شأن الدول باسم مسميات متعددة مثل:(- حقوق الإنسان- حق التدخل الإنساني لإنقاذ هذه الجماعة أو الأقلية العرقية أو الدينية.

الدفاع عن مصالح هذه الدولة أو تلك اتجاه أي «خطر» حقيقي أو مفتعل..)
- الترويج للجنس وللعنف بعيدا عن كل الضوابط.[3]

فإذا كانت بعض مظاهر معارضة العولمة قومية أو اقتصادية، فإن الممانعة في العالم الإسلامي مصدرها الدين والثقافة التي تتشكل بواسطته على مستوى نظرة الإنسان إلى نفسه ورغباته وإلى الآخر، أي إلى علاقاته الأسرية والزوجية والاجتماعية